# Maugré
Le maugré était une coutume largement répandue en Hainaut occidental jusqu'au milieu du XXe siècle. Il s'agit de représailles exercées par la communauté villageoise contre les fermiers qui reprennent un bien rural sans l'accord (le bon gré) de l'exploitant précédent. 

## Nature du maugré
Le  maugré  était un usage introduit en matière de baux ruraux et qui consiste dans le fait que le fermier «sortant» défend au propriétaire de louer le bien à d’autres locataires, à moins que le fermier «entrant» ou le propriétaire n’obtiennent «de bon gré» par un sacrifice pécuniaire, le consentement au départ du premier. Le preneur doit payer le « chapeau » à l’ancien occupant. Cette somme d'argent, plus ou moins importante selon la valeur de la terre et les besoins du preneur, est fixée arbitrairement.
Si le laboureur quitte son exploitation de mauvais gré, il entretiendra une haine féroce contre son successeur. Et le fermier en butte au « maugré » sera l'objet de malversations de la part de la population du village, qui l’empêcheront de mener à bien ses travaux de culture : arbres coupés, récoltes et instruments aratoires détruits, incendies, aiguilles dans les tiges de maïs, empoisonnement du bétail, etc.